# Lotion play
Le lotion play est un sous-ensemble du fétichisme « wet and messy » (en) (WaM), qui implique généralement l’utilisation de nourriture, de boue ou de peinture comme lubrifiant pour faciliter l'activité sexuelle. Le lotion play utilise de la lotion prévue spécifiquement à cet effet.
Au Japon, le lotion play (ローションプレイ, rōshon purei), également connu sous le nom de gookakke ou gluekakke — un jeu de mots entre goo / glue et bukkake —, est un fétichisme populaire, une forme d'érotisme japonais et de prostitution impliquant l'utilisation de grosses quantités de lubrifiant, qui en japonais est désigné par le mot d’emprunt français « lotion » (en japonais : ローション). Généralement, le lotion play implique qu'un participant frotte de la lotion sur un autre en utilisant son corps, des rapports sexuels dans une piscine ou un bain rempli de lotion, ou que de la lotion soit versée sur les participants pendant les rapports sexuels.
La lotion est disponible sous forme concentrée, à ajouter à l'eau chaude. Une unité de volume de concentré produira généralement 6 à 10 unités de lotion. Le composant principal de la plupart des lotions est le polyacrylate. Un effet similaire peut être obtenu en dissolvant de la méthylcellulose en poudre dans l'eau.